# Bățanii Mici, Covasna
Bățanii Mici (în maghiară Kisbacon) este un sat în comuna Bățani din județul Covasna, Transilvania, România. Se află în partea de vest a județului,  în Depresiunea Baraolt.

## Obiective turistice
Muzeul a fost înființat în anul 1969 în casa în care a locuit publicistul și scriitorul Elek Benedek (1859-1926) și expune obiecte legate de viața și activitatea scriitorului, mobilier, documente originale și fotocopii, precum și exemplare din cărțile sale tipărite.